# Schulmassaker von Parkland

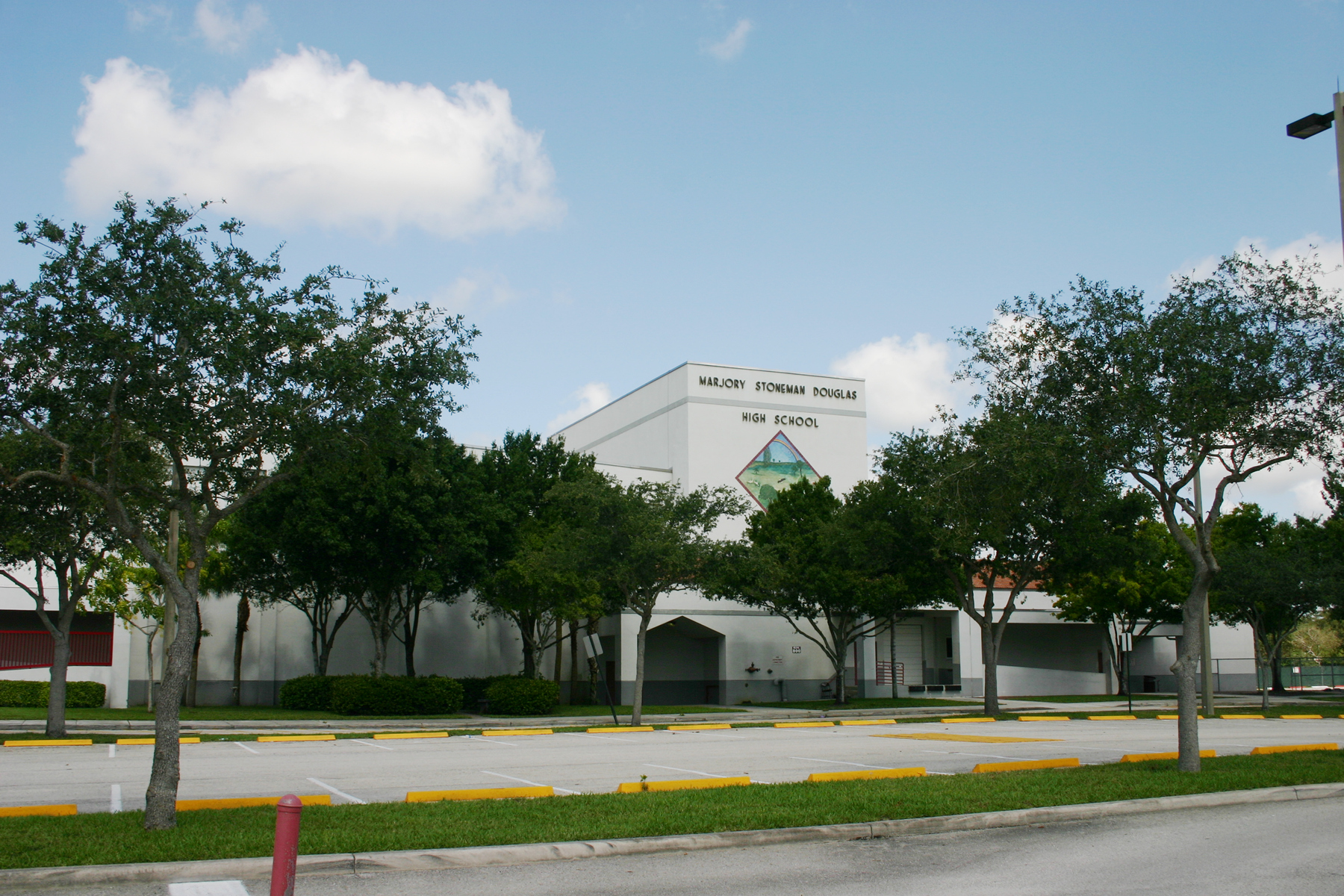
Marjory Stoneman Douglas Highschool (2008)

Das Schulmassaker von Parkland am 14. Februar 2018 war ein Amoklauf an der Marjory Stoneman Douglas Highschool (MSD) in Parkland (Florida). Der 19-jährige Nikolas Cruz erschoss an seiner ehemaligen Schule 14 Schüler und drei Erwachsene. Er wurde kurz darauf festgenommen und gestand bei einem Verhör am selben Tag die Schießerei. 15 Personen wurden mit schweren Verletzungen ins Krankenhaus eingeliefert.
Eine Woche später wurde bekannt, dass zum Tatzeitpunkt der bewaffnete, uniformierte Hilfssheriff Scot Peterson auf dem Schulgelände patrouillierte. Er ging aber nicht ins Gebäude, als die zahlreichen Schüsse fielen. Etwa gleichzeitig plädierte der damalige US-Präsident Donald Trump, Lehrer zu bewaffnen. Die US-Waffenlobby-Organisation National Rifle Association („Nationale Gewehr-Vereinigung“) forderte, mehr bewaffnete Wachen in Schulen einzusetzen.
Polizisten aus der Nachbarstadt Coral Springs äußerten, bei ihrer Ankunft seien neben Peterson mindestens drei weitere bewaffnete Hilfssheriffs nicht im Gebäude gewesen.
Die Tat hatte zahlreiche Proteste gegen die Waffengesetze in den USA zur Folge.

## Tathergang
Cruz betrat die Marjory Stoneman Douglas High School um 14:20 Uhr Ortszeit kurz vor Schulschluss mit einem Rucksack und einem Waffenkoffer, der Cruz’ AR-15, mehrere Magazine und eine Weste enthielt. Der Feueralarm ging kurz darauf los, nachdem von Cruz’ Schüssen Rauch aus der Decke fiel. An diesem Tag war bereits ein Testalarm durchgeführt worden; der zweite Alarm sorgte bei Schülern und Lehrern für Verwirrung. Cruz schoss wahllos in den Klassenzimmern auf Schüler und Lehrer.
Nachdem Cruz innerhalb von 6 Minuten über 130 Mal gefeuert hatte, ließ er seine Waffe im dritten Stock des Gebäudes zurück. Er mischte sich gegen 14:27 Uhr unter die flüchtenden Schüler und verließ das Schulgelände. Nach Angaben des zuständigen Sheriffs ging er zunächst in ein Walmart-Einkaufszentrum, wo er sich einen Softdrink kaufte und zwei Schnellrestaurants aufsuchte. Gegen 15:40 Uhr wurde er von einem Polizeibeamten, etwa 3 km von der Schule entfernt, in der Nachbargemeinde Coral Springs angesprochen und habe geantwortet, er sei der Täter. Er ließ sich widerstandslos festnehmen.

## Täter

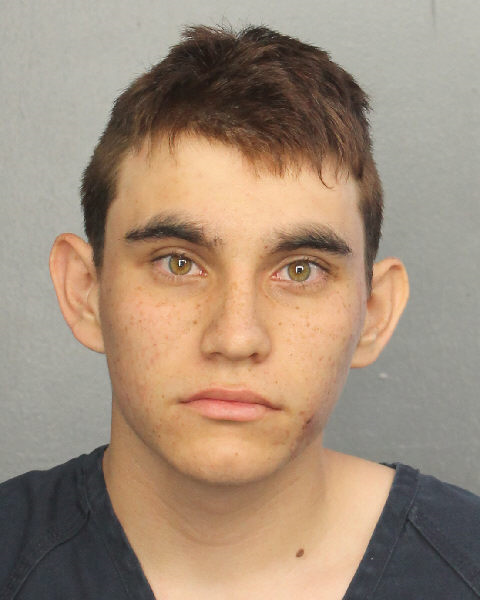
Nikolas Jacob Cruz (2018)

Der am 24. September 1998 geborene Nikolas Cruz wurde bald nach seiner Geburt adoptiert. Als Nikolas sechs Jahre alt war, erlag sein Adoptivvater einem Herzinfarkt. Seine Adoptivmutter starb am 1. November 2017 an Grippe und Lungenentzündung; danach zog er zu einer befreundeten Familie.
Cruz war als Außenseiter und Einzelgänger bekannt, der sich im sozialen Netzwerk Instagram mit Messern, Schusswaffen und getöteten Tieren präsentierte. Während seiner Schulzeit fiel er durch impulsives und aggressives Verhalten gegenüber Mitschülern und Lehrern auf. Mitschüler sollen sich aus Angst von ihm ferngehalten haben. Zeitweilig soll er in psychiatrischer Behandlung gewesen sein. Nach seinem Schulverweis arbeitete er in mehreren Gemischtwarenläden als Kassierer. Dort war er nach Angabe eines Kollegen beliebt.
Ein Jahr vor dem Amoklauf war Cruz aus disziplinarischen Gründen von der MSD verwiesen worden; eine direkte Warnung vor dem Täter im Januar 2018 war nicht an die örtliche Polizei weitergegeben worden. Eine staatliche Kommission ermittelte, dass Cruz im Vorfeld der Tat Recherchen zum Amoklauf an der Columbine High School betrieben hatte.
Im Jahr 2021 bekannte sich Cruz des 17-fachen Mordes und 17-fachen Mordversuchs schuldig. In dem Zusammenhang erklärte er, dass es ihm leid tue, was er getan habe. Manchmal könne er nicht mit sich selbst leben. Er wünschte sich, dass die Überlebenden entscheiden könnten, ob er die Todesstrafe erhalten soll.
Im Oktober 2022 empfahl eine Jury vor dem Gericht in Fort Lauderdale, Florida, eine lebenslange Freiheitsstrafe ohne die Möglichkeit der Bewährung für alle 17 Morde.
Am 2. November 2022 wurde der Täter im Gerichtsgebäude in Broward County zu 17-mal lebenslänglich ohne Chance auf Bewährung sowie 17-mal lebenslänglich ohne Chance auf eine vorzeitige Entlassung verurteilt. Eine Entlassung ist praktisch ausgeschlossen, weil die 34 Strafen nacheinander („consecutive“) verbüßt werden müssen.

## Nach dem Amoklauf
Der damalige US-Präsident Donald Trump twitterte nach dem Blutbad seine Anteilnahme. Er schrieb, kein Schüler dürfe sich an einer Schule unsicher fühlen. Dies wurde in den USA von Teilen der Öffentlichkeit und Presse stark kritisiert, weil Trump und die republikanische Partei sich immer wieder weigerten, schärfere Waffengesetze einzuführen. Seit dem Amoklauf an der Sandy-Hook-Schule im Dezember 2012 war es das 1607. Mal in den USA, dass ein Täter vier oder mehr Menschen auf einmal verletzte. Trump bezeichnete den Täter als „geistig gestört“ und forderte die Öffentlichkeit auf, bei solchen Vorfällen die Behörden zu informieren. Er weigerte sich zunächst, öffentlich über das Massaker zu sprechen.
Später hielt er eine kurze Fernsehansprache. Auf Forderungen zu einer Verschärfung des Waffenrechts ging er nicht ein. Trump ordnete eine viertägige Trauerbeflaggung an.
Zwei Tage nach dem Massaker räumte das FBI ein, dass am 5. Januar 2018 ein Anrufer Hinweise auf den späteren Täter gab, auf dessen Vernarrtheit in Waffen hinwies und äußerte, Cruz plane womöglich einen Überfall auf eine Schule. Der Anrufer hatte die Behörde zudem über den Waffenbesitz, die Tötungsabsichten und über Cruz’ verstörende Einträge in sozialen Netzwerken informiert. Der Gouverneur von Florida, Rick Scott, nannte dies ein „inakzeptables Versagen“ des FBI und forderte FBI-Direktor Christopher A. Wray zum Rücktritt auf. Der zuständige Sheriff räumte ein, dass die Polizei in den vergangenen Jahren mehr als 20 Anrufe zu Cruz erhalten hatte. Seine Mutter hatte wegen seiner Gewaltausbrüche mehrmals die örtliche Polizei gerufen.
Im Bundesstaat Florida hat in den meisten politischen Gremien die Republikanische Partei (GOP) eine Mehrheit. Die dortigen Waffengesetze gelten als besonders frei. Trump präsentierte sich während seines Präsidentschaftswahlkampfes als Waffenfreund und versprach in einer Rede vor der politisch einflussreichen National Rifle Association (NRA), sich im Falle seiner Wahl für Rechte von Waffenbesitzern starkzumachen. Die NRA unterstützte Trumps Wahlkampf.
Sieben Tage nach dem Massaker lehnte das Repräsentantenhaus von Florida mit 71:36 Stimmen ein strengeres Waffengesetz ab. Die GOP hat dort 78 Abgeordnete; 7 von ihnen stimmten offenbar mit der Opposition.
Am 13. Februar, also nur einen Tag vor der Tat in Parkland, hatte die Polizei bereits einen 18-Jährigen in Everett, Washington festgenommen, der ebenfalls plante, einen Amoklauf an seiner Schule, der ACES High School, zu begehen. Bei den Behörden hatte sich dessen Großmutter gemeldet, die im Tagebuch ihres Enkels entsprechende Hinweise gefunden hatte. Bei der Durchsuchung fanden die Beamten ein halbautomatisches Gewehr und selbstgebaute Sprengsätze.
Trump rückte am 11. März 2018 von seinem Vorschlag ab, das Mindestalter für bestimmte Waffenkäufe von 18 auf 21 Jahre zu erhöhen.

### Boycott NRA
Im Rahmen der von überlebenden Schülern des Massakers ausgehenden Kampagne Boycott NRA („Boykottiert die NRA“) stoppten zahlreiche Firmen ihre Unterstützung der NRA bzw. Begünstigungen derer Mitglieder, z. B. die Fluglinie Delta Air Lines, die First National Bank of Omaha, die Versicherungen MetLife und Chubb, das Softwareunternehmen Symantec oder die Autovermietungen Hertz und Enterprise Rent-A-Car. Andere Firmen wie der Sportartikelhändler Dick's oder die Einzelhandelskette Walmart schränkten ihre Waffenverkäufe ein bzw. verschärften ihre entsprechenden Regeln.

### Bump Stocks

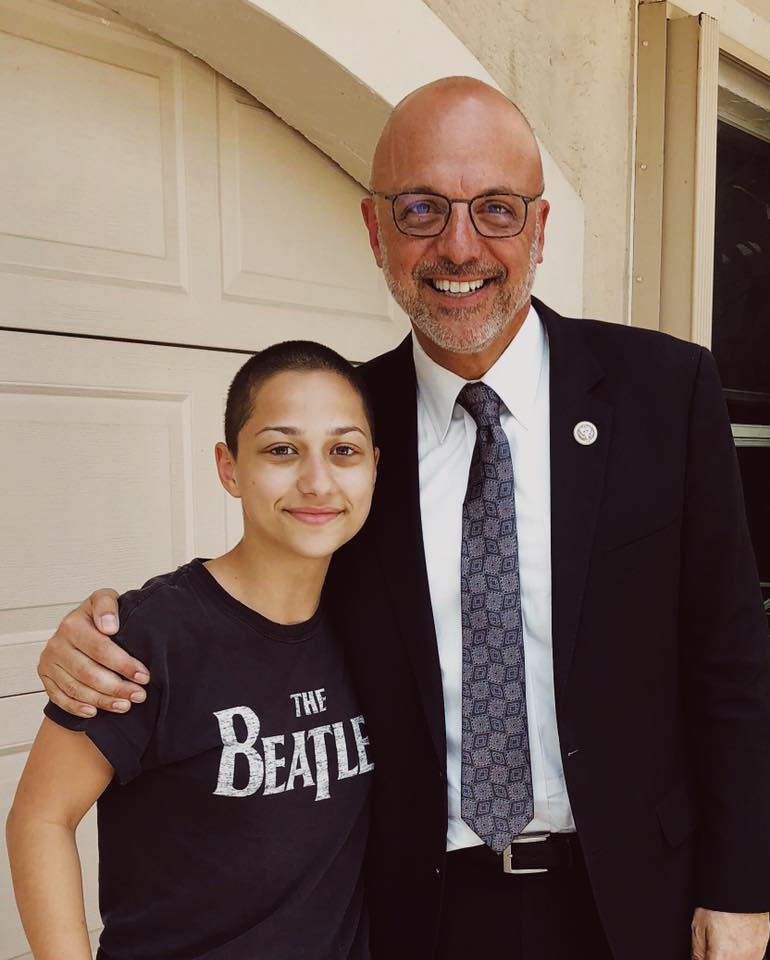
X González mit Ted Deutch, Abgeordneter im US-Repräsentantenhaus

Am Tag vor dem „Marsch für unsere Leben“ twitterte Donald Trump am 23. März 2018 auf dem Flug zu seiner Ferien- und Wochenendresidenz Mar-a-Lago, dass es in den USA ein Gesetz geben werde zum Verbot von „Bump Stocks“, halbautomatische Waffen, bzw. Vorrichtungen, die Halbautomaten zu einer quasi-vollautomatischen Schussfolge befähigen und damit zu Maschinengewehren und damit illegal machen. Nach der Gesetzesvorlage müssten Waffenbesitzer diese Teile entweder zerstören oder bei staatlichen Stellen abgeben. Unter anderem mit „Bump Fire“ wurden beim Massenmord in Las Vegas am 1. Oktober 2017 58 Menschen getötet und 851 weitere verletzt.

### Proteste

#### X González
Bei einer Demonstration von Schülern der betroffenen Schule drei Tage nach dem Massaker sagte die 19-jährige Schülerin X González in einer Rede z. B.: „Wenn der Präsident mir ins Gesicht sagt, dass das eine schreckliche Tragödie war (…) und dass man nichts tun kann, frage ich ihn, wie viel Geld er von der National Rifle Association bekommen hat. [...] Ich weiß es: 30 Millionen Dollar.“ und ebenfalls an die Adresse Trumps und anderer Politiker: „Schämen Sie sich!“ Die Demonstranten forderten u. a. strengere Waffengesetze.

#### Never Again MSD
Die Überlebenden Cameron Kasky, X González und David Hogg gründeten die Organisation Never Again MSD, um Proteste und die Öffentlichkeitsarbeit zu organisieren, und wandten sich umgehend persönlich auch an Abgeordnete. Sie wurden die führenden Stimmen der Proteste zu Waffenkontrolle in den Vereinigten Staaten 2018.

#### 7000 Paar Schuhe vor dem Kapitol

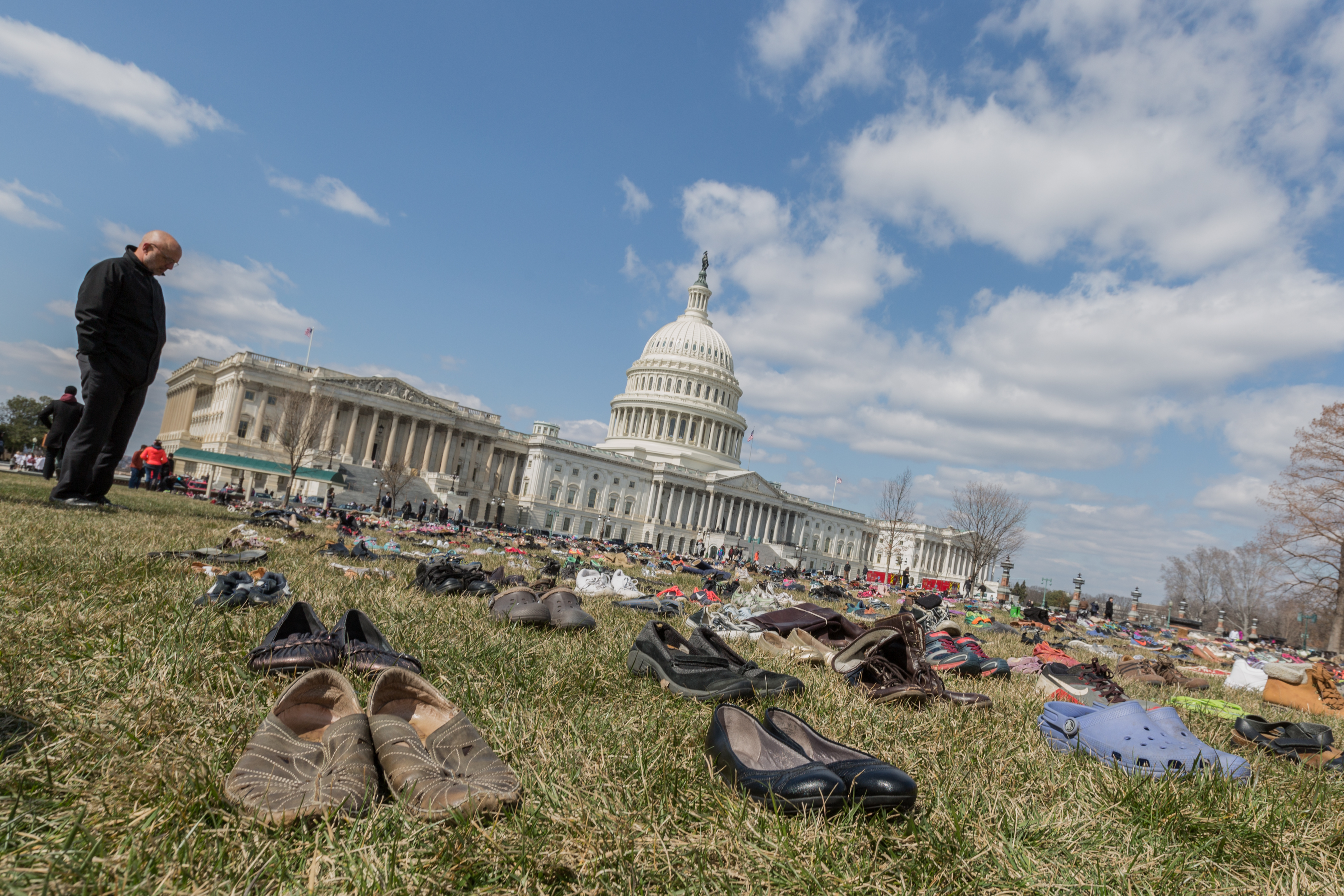
Aktion 7000 Paar Schuhe vor dem Kapitol

Am 13. März 2018 platzierten Aktivisten 7000 Paar Schuhe auf dem Rasen vor dem Kapitol in Washington, D.C. – ein Paar für jeden Schüler, der bis dahin seit dem Amoklauf an der Sandy Hook Elementary School am 14. Dezember 2012 in den USA durch Waffengewalt getötet worden war. Einige der Schuhe waren von Familien gespendet, die ihre Kinder bei Schulmassakern in den USA verloren hatten.

#### National Walkout Day/School-Walkout-Rally
Am 14. März 2018 verließen im Rahmen einer National School Walkout Rally (etwa „Nationale Raus-aus-der-Schule-Rallye“) am National Walkout Day an rund 3.000 Schulen landesweit mehr als 1 Mio. Schüler um 10:00 Uhr ihre Klassenräume und gedachten in verschiedenen Formen und mit diversen Aktionen für 17 Minuten der 17 Opfer von Parkland oder anderer Opfer von US-Schulmassakern. Die Aktion wurde organisiert von Empower, der Jugendorganisation der Women’s March on Washington-Bewegung.

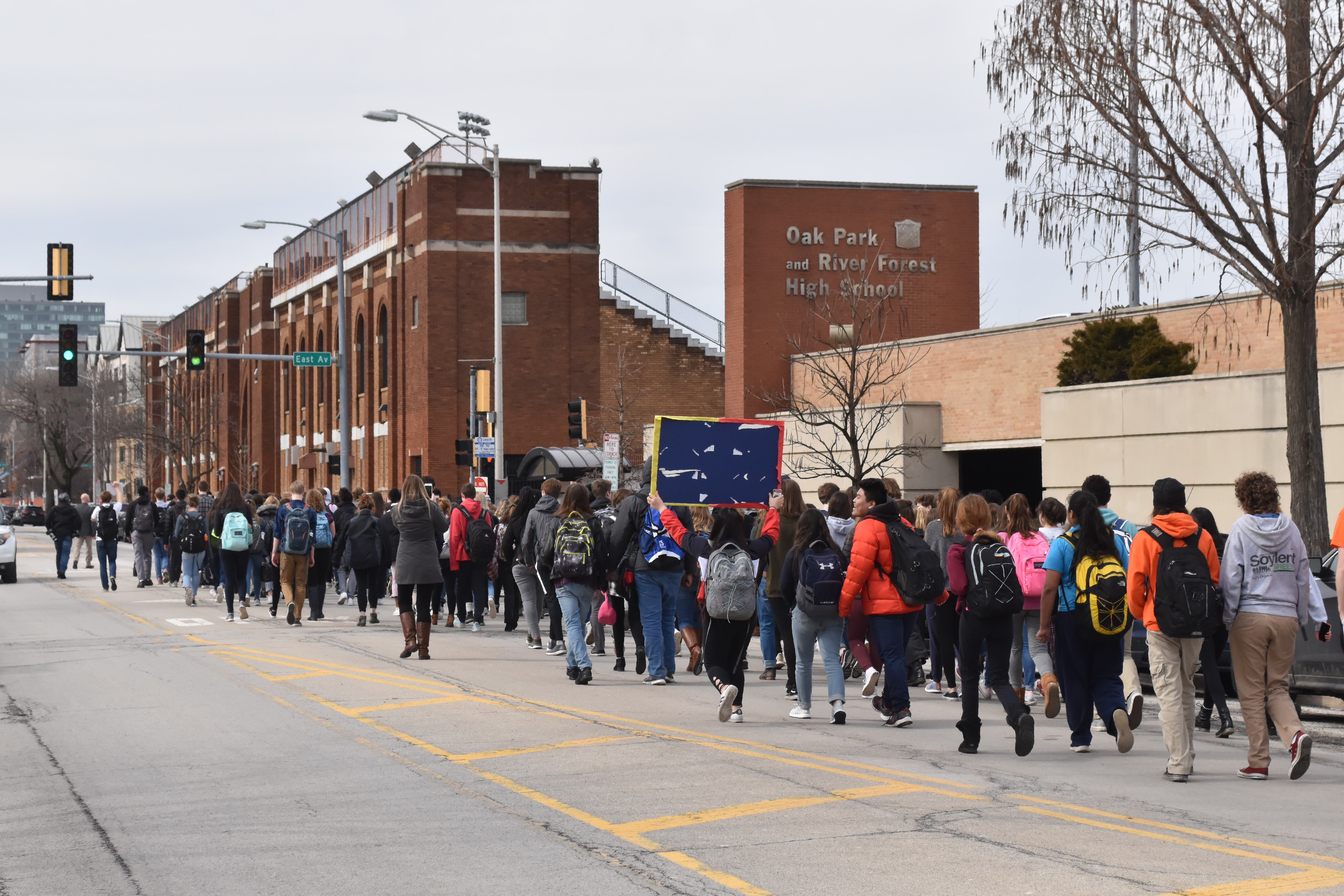
Schüler der Oak Park and River Forest High School
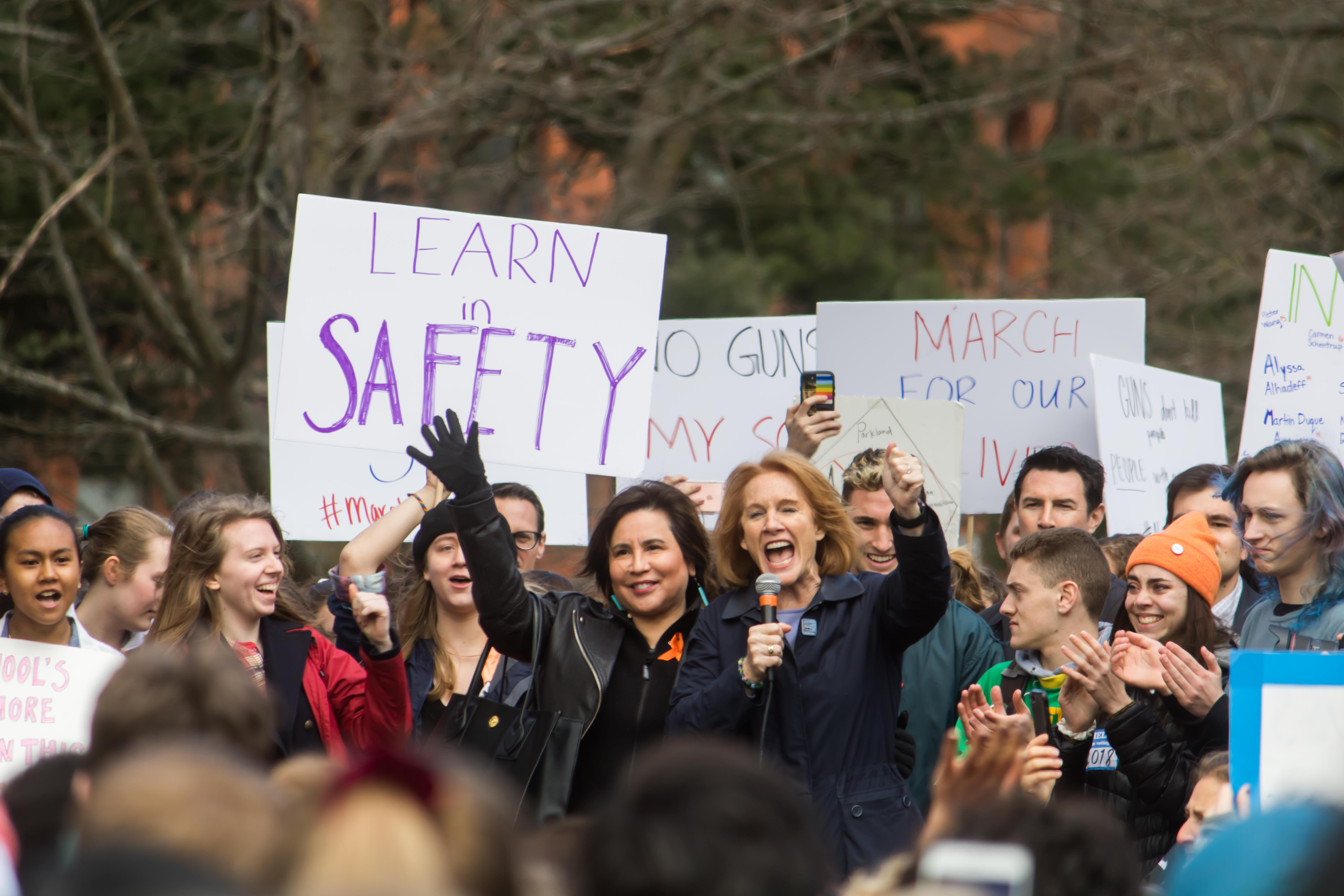
Erwachsene Unterstützer aus dem Stadtrat Seattle
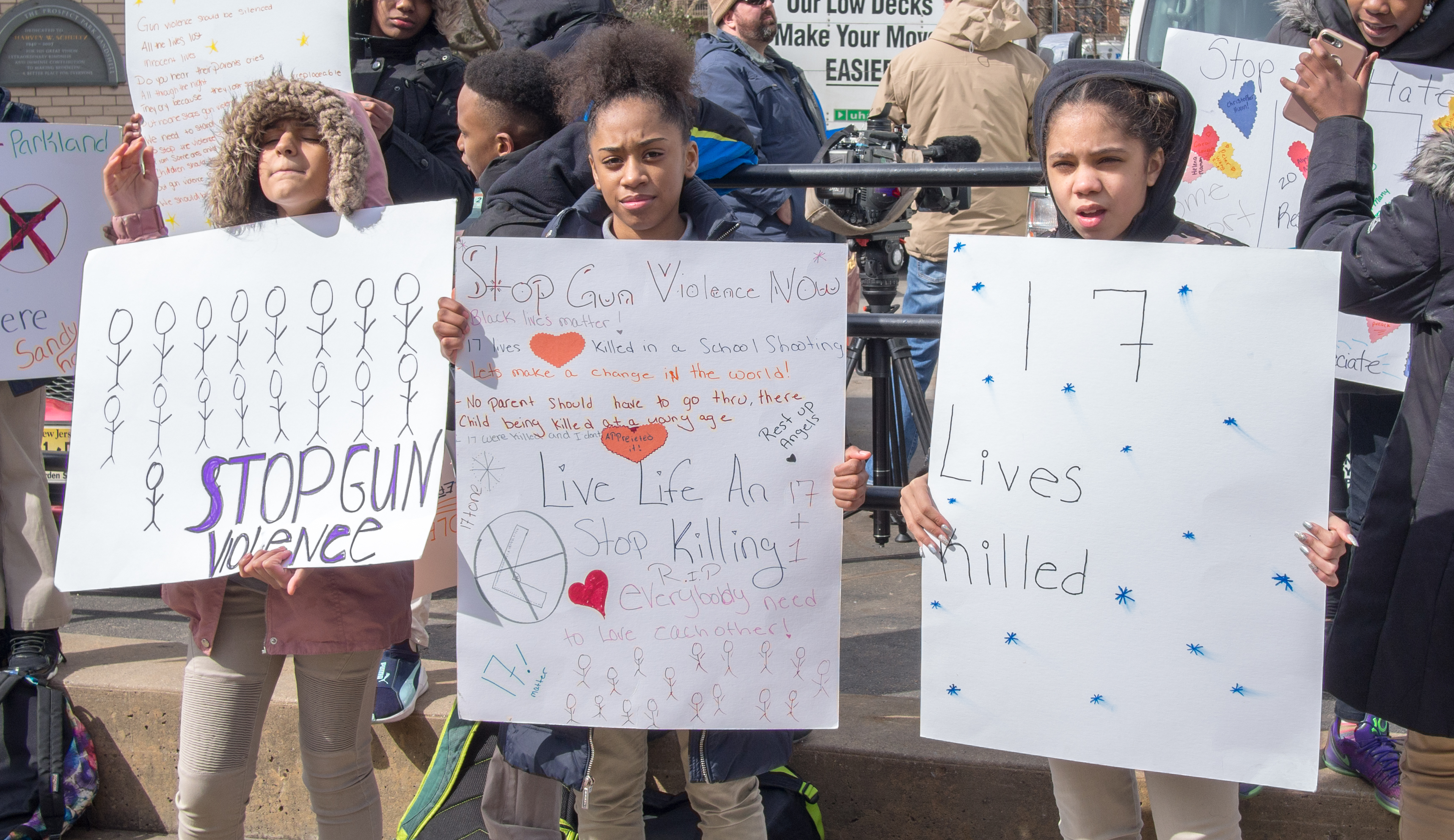
Drei Schülerinnen im Prospect Park, Brooklyn
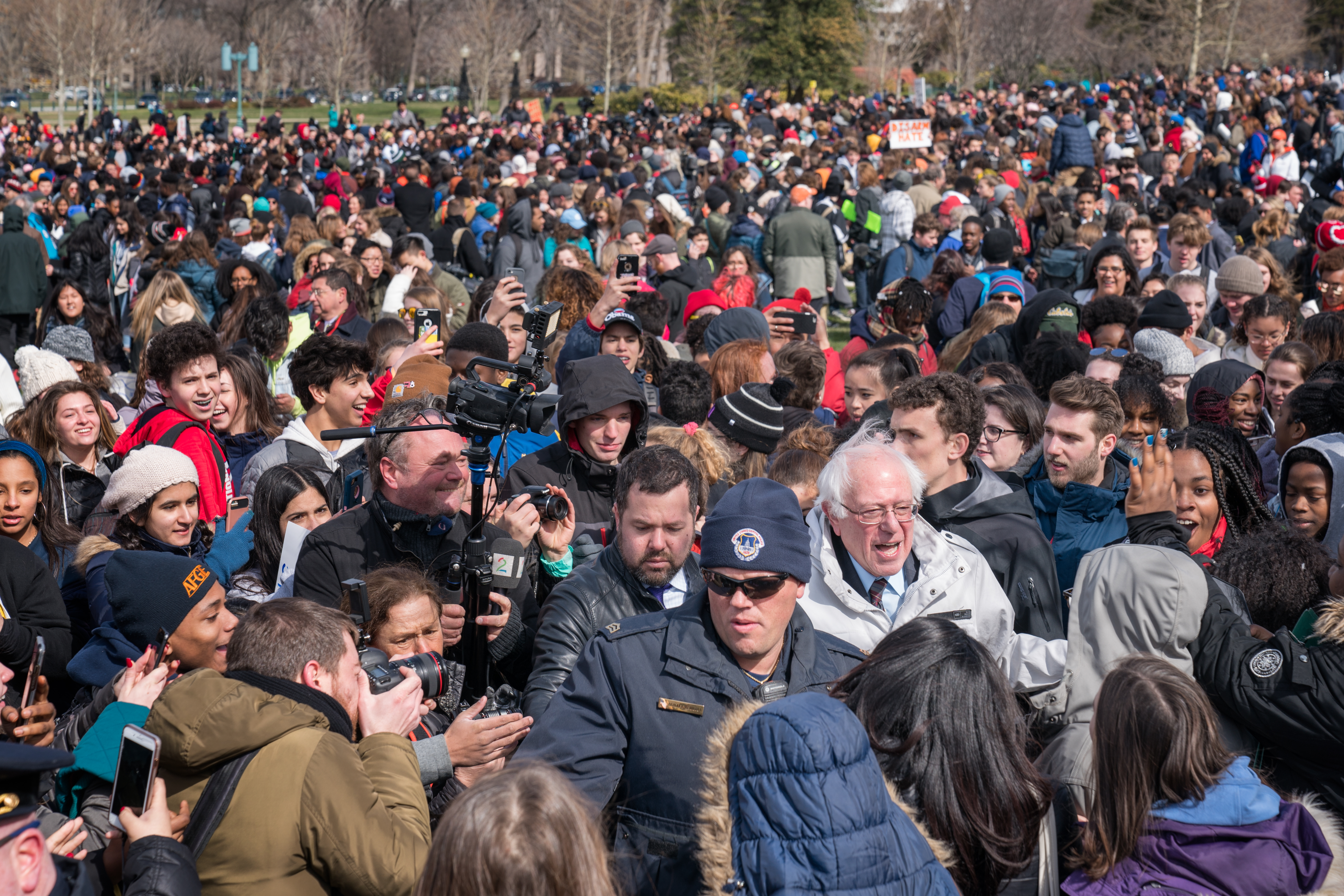
Der Präsidentschaftskandidat Bernie Sanders inmitten von Protestierenden vor dem Kapitol (Washington)

#### March for Our Lives

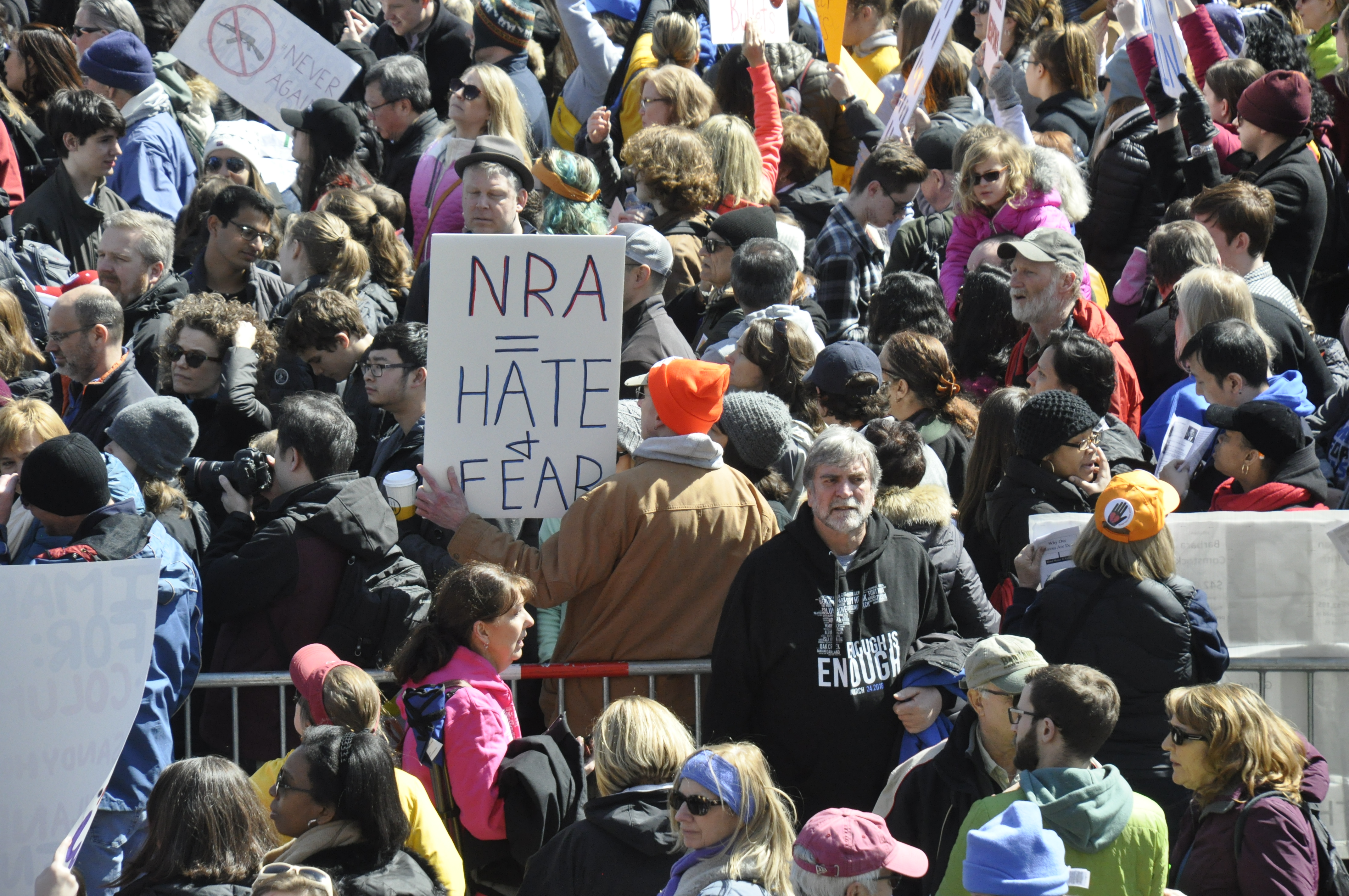
March for our Lives in Washington, D.C.

Am 24. März 2018 wurde als ein Höhepunkt der vor allem von Schülern und Studenten initiierten Proteste für schärfere Waffengesetze und gegen den Einfluss der NRA in den USA der March for our Lives (auch #march4ourlives) veranstaltet; dabei waren über 700 entsprechende Aktionen in allen 50 US-Bundesstaaten sowie auch in rund 40 Ländern auf allen anderen Kontinenten und damit an weltweit zusammen über 840 Orten angekündigt. Auf der Hauptveranstaltung in Washington D.C. nahmen mehrere Hunderttausend Menschen teil. Laut Umfragen wollte sich ein Drittel der US-Jugendlichen direkt oder indirekt an der Aktion beteiligen.
Verbunden mit den Protesten war eine Aktion mit dem Motto Vote them out („Wählt sie hinaus“).

### Titel Time-Magazin
Das Time-Magazin vom 2. April 2018 hatte auf dem Titel das Wort ENOUGH und als Titelbild X Gonzalez, Cameron Kasky, David Hogg und zwei weitere Überlebende des Massakers.
Die Titelgeschichte hatte die Überschrift The School Shooting Generation Has Had Enough („Die Schulschießerei-Generation hat genug“).

## Sonstiges
Lauren Mia Sánchez, die seinerzeit 17-jährige Tochter des kolumbianischen Sängers Charlie Zaa, war eine der Überlebenden des Attentats.
Kurz nach dem Massaker twitterte die Waffenkontroll-Organisation Everytown for Gun Safety die Behauptung, Parkland sei in den USA 2018 schon das 18. School Shooting gewesen. Zahlreiche Twitterer und Medien verbreiteten diese Zahl. In der Washington Post wurde bemängelt, dass einige dieser 18 Vorfälle keine wirklichen School Shootings gewesen seien.
Einige republikanische Politiker des US-Bundesstaats Florida legten dem Sheriff den Rücktritt nahe. Die NRA behauptete, er habe Amtspflichten vernachlässigt; dies solle genauer untersucht werden.
In sozialen Medien wie der Blogging-Plattform Tumblr hat sich um den Täter eine Fangemeinde gebildet, deren Mitglieder sich selbst als „Cruzer“ bezeichnen und seine Person zum Gegenstand von Fan-Art und -Fiction machen. Diese Vereinnahmung teilt Cruz mit den Tätern des Amoklaufs an der Columbine High School, deren Fans sich „Columbiner“ nennen.
Die Regionalzeitung South Florida Sun Sentinel erhielt im April 2019 für ihre Berichterstattung nach dem Massaker den Pulitzer-Preis 2019 in der Sparte „Public Service“. Das Pulitzerkomitee erklärte, die Zeitung habe Versagen von Strafverfolgern und von Zuständigen an der Schule vor und nach dem Massaker aufgedeckt.
Greta Thunbergs Schulstreik für das Klima, den sie am 20. August 2018 begann und dem sich bald darauf weltweit viele andere Schüler anschlossen, woraus die Bewegung Fridays for Future erwuchs, wurde gemäß Thunbergs eigener Aussage durch die National School Walkout Rally in Reaktion auf das Schulmassaker von Parkland inspiriert.
XXXTentacion veröffentlichte sieben Tage nach dem Amoklauf das Lied Hope, welches den Opfern gewidmet ist. Der Rapper ist in der Umgebung der Schule aufgewachsen. Er lebte dort, bis er selbst am 18. Juni 2018 zum Opfer eines Raubüberfalls mit Todesfolge wurde.